# Nou Român, Sibiu

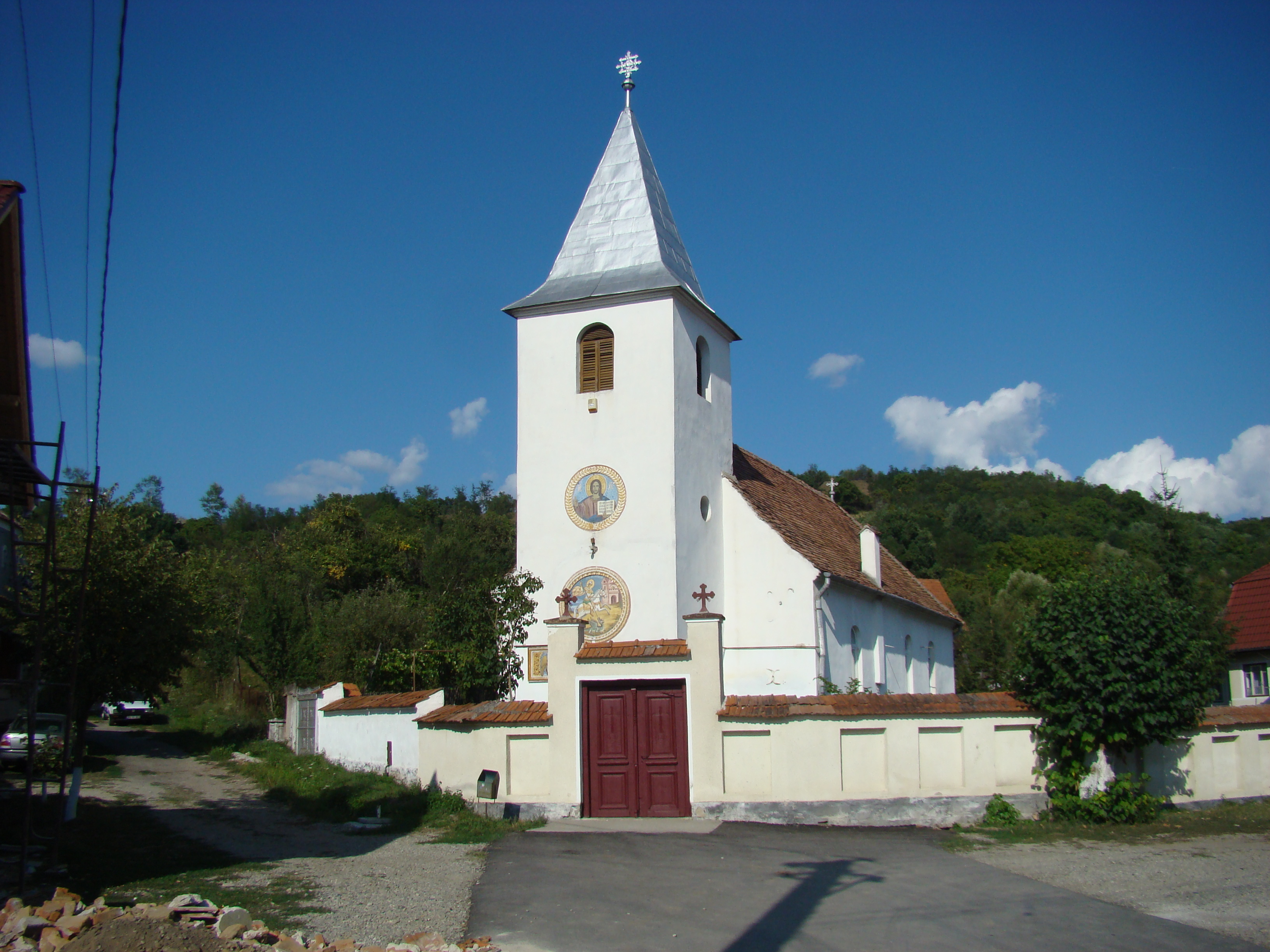
Biserica „Sfântul Mare Mucenic Gheorghe”

Nou Român, mai demult Nou-Romînesc, Noul-român (în dialectul săsesc Goldbich, în germană Wallachisch-Neudorf, Rumänischneudorf, Neudorf, Goldbach, în maghiară Oláhújfalu, Újfalu) este un sat în comuna Arpașu de Jos din județul Sibiu, Transilvania, România. Se află în partea de est a județului, la poalele sudice ale Podișului Hârtibaciului.

## Obiectiv memorial
Monumentul Eroilor Români din Primul și Al Doilea Război Mondial. Crucea comemorativă a fost dezvelită în anul 1944 și se află amplasată în centrul satului. Având o înălțime de 3 m, acest monument este realizat din beton și piatră, în timp ce împrejmuirea este din fier forjat. Pe fațada monumentului se află înscrisuri cu numele a 11 eroi din Primul Război Mondial și numele a 7 eroi din Al Doilea Război Mondial. În subsolul celor două șiruri de nume se află următorul înscris comemorativ: „Trecătorule citește/ Această pagină de eroi/ Vai, cu jertfe se urzește/ Viitorul unei țări“. 